# Rui Jordão
Rui Manuel Trindade Jordão (Benguela, 9 de agosto de 1952-Cascaes, 18 de octubre de 2019) fue un futbolista angoleño nacionalizado portugués que se desempeñaba en la posición de delantero.

## Carrera
Jordão comenzó como delantero en el Sporting Clube de Benguela como delantero y despertó la codicia de los rivales de Lisboa por su fichaje a pesar de sufrir una grave lesión en un evento de atletismo cuando aún no era un sénior (cuando fue sénior fue subcampeón de los 80 metros). En 1970, debutó en los juniors del Benfica, un año después saltó al equipo principal y justificó por completo la apuesta en un período dorado para los encarnados, donde ganó cuatro campeonatos y una copa en cinco temporadas hasta 1976.
En 1976, después de una temporada con Mario Wilson al timón donde las águilas fueron campeones nacionales y cayeron en cuartos en la Liga de Campeones de Europa, Jordão fue el mejor anotador nacional con 30 goles en 28 partidos de liga (uno más que Nené, con quien formó un temible dúo).
El Real Zaragoza invirtió 9.000 pesetas (54,09 €) en su fichaje en la temporada 1976/77, donde marcó 14 goles en 33 partidos.
Jugó en el Sporting Clube de Portugal de 1977/78 a 1986/87 y en el Vitória Setúbal de 1987/88 a 1988/89.
A pesar de las graves lesiones que sufrió, especialmente dos con fracturas de tibia y peroné, Jordão anotó un total de 184 goles en 262 partidos, ganando dos campeonatos (el primero en 1980, donde nuevamente fue el máximo goleador con 31 goles y el segundo en 1982), dos Copas portuguesas y una Supercopa. Entre algunos de los juegos más llamativos fue un derbi con el Benfica donde anotó un triplete, o un partido donde marcó cinco goles ante Rio Ave en la fiesta del título de liga, ambos durante la temporada 1981/82. Dejó Alvalade en 1986, ya con 34 años, para terminar su carrera, algo que sufrió un cambio tras la solicitud de su amigo Manuel Fernandes.
Terminó su carrera en Setúbal, en 1989.
Después de retirarse, Rui Jordão se alejó del mundo del fútbol y se convirtió en pintor y escultor. Rui Jordão murió el 18 de octubre de 2019 a la edad de 67 años, luego de ser hospitalizado por problemas cardíacos en Cascais. Fernando Gomes, presidente de la Federación Portuguesa de Fútbol, dijo en un comunicado que era "inigualable".

## Selección nacional
Fue internacional con la Selección de fútbol de Portugal en 43 ocasiones y marcó 15 goles.

### Participaciones en Eurocopa
| Eurocopa      | Sede    | Resultado |
| ------------- | ------- | --------- |
| Eurocopa 1984 | Francia | Semifinal |

## Clubes
| Club              | País     | Año         |
| ----------------- | -------- | ----------- |
| Sporting Benguela | Portugal | 1970 - 1971 |
| SL Benfica        | Portugal | 1971 - 1976 |
| Real Zaragoza     | España   | 1976 - 1977 |
| Sporting Lisboa   | Portugal | 1977 - 1987 |
| Vitória FC        | Portugal | 1987 - 1989 |

## Estadísticas
| Club                     | Div.                | Temporada           | Liga  | Liga  | Copas Nacionales(1) | Copas Nacionales(1) | Torneos Internacionales(2) | Torneos Internacionales(2) | Total | Total | Media goleadora(3) |
| Club                     | Div.                | Temporada           | Part. | Goles | Part.               | Goles               | Part.                      | Goles                      | Part. | Goles | Media goleadora(3) |
| ------------------------ | ------------------- | ------------------- | ----- | ----- | ------------------- | ------------------- | -------------------------- | -------------------------- | ----- | ----- | ------------------ |
| SL Benfica Portugal      | 1.ª                 |                     |       |       |                     |                     |                            |                            |       |       |                    |
| SL Benfica Portugal      | 1.ª                 | 1970-71             | 7     | 0     | -                   | -                   | -                          | -                          | 7     | 0     | 0,14               |
| SL Benfica Portugal      | 1.ª                 | 1971-72             | 22    | 10    | -                   | -                   | 8                          | 2                          | 30    | 12    | 0,15               |
| SL Benfica Portugal      | 1.ª                 | 1972-73             | 14    | 6     | -                   | -                   | 2                          | 1                          | 16    | 7     | 0,60               |
| SL Benfica Portugal      | 1.ª                 | 1973-74             | 32    | 17    | -                   | -                   | 4                          | 0                          | 36    | 17    | 0,54               |
| SL Benfica Portugal      | 1.ª                 | 1974-75             | 12    | 7     | 2                   | 4                   | -                          | -                          | 14    | 11    | 0,60               |
| SL Benfica Portugal      | 1.ª                 | 1975-76             | 29    | 30    | -                   | -                   | 5                          | 3                          | 34    | 33    | 0,60               |
| SL Benfica Portugal      | Total club          | Total club          | 116   | 70    | 2                   | 4                   | 19                         | 6                          | 137   | 80    | 0,48               |
| Real Zaragoza · España   | 1.ª                 |                     |       |       |                     |                     |                            |                            |       |       |                    |
| Real Zaragoza · España   | 1.ª                 | 1976-77             | 33    | 14    | -                   | -                   | -                          | -                          | 33    | 14    | 0,73               |
| Real Zaragoza · España   | Total club          | Total club          | 33    | 14    | -                   | -                   | -                          | -                          | 33    | 14    | 0,73               |
| Sporting Lisboa Portugal | 1.ª                 |                     |       |       |                     |                     |                            |                            |       |       |                    |
| Sporting Lisboa Portugal | 1.ª                 | 1977-78             | 20    | 19    | -                   | -                   | 2                          | 1                          | 22    | 20    | 0,14               |
| Sporting Lisboa Portugal | 1.ª                 | 1978-79             | 16    | 10    | -                   | -                   | -                          | -                          | 16    | 10    | 0,15               |
| Sporting Lisboa Portugal | 1.ª                 | 1979-80             | 34    | 35    | -                   | -                   | 4                          | 0                          | 38    | 35    | 0,60               |
| Sporting Lisboa Portugal | 1.ª                 | 1980-81             | 31    | 19    | -                   | -                   | 2                          | 0                          | 33    | 19    | 0,54               |
| Sporting Lisboa Portugal | 1.ª                 | 1981-82             | 32    | 31    | -                   | -                   | 5                          | 3                          | 37    | 34    | 0,60               |
| Sporting Lisboa Portugal | 1.ª                 | 1982-83             | 31    | 24    | -                   | -                   | 4                          | 0                          | 34    | 24    | 0,60               |
| Sporting Lisboa Portugal | 1.ª                 | 1983-84             | 36    | 25    | -                   | -                   | 4                          | 2                          | 40    | 27    | 0,60               |
| Sporting Lisboa Portugal | 1.ª                 | 1984-85             | 21    | 9     | -                   | -                   | 3                          | 0                          | 24    | 9     | 0,60               |
| Sporting Lisboa Portugal | 1.ª                 | 1985-86             | 28    | 5     | -                   | -                   | 7                          | 1                          | 35    | 6     | 0,60               |
| Sporting Lisboa Portugal | Total club          | Total club          | 249   | 177   | 0                   | 0                   | 31                         | 7                          | 280   | 184   | 0,48               |
| Vitória FC Portugal      | 1.ª                 |                     |       |       |                     |                     |                            |                            |       |       |                    |
| Vitória FC Portugal      | 1.ª                 | 1987-88             | 24    | 1     | 2                   | 0                   | -                          | -                          | 26    | 1     | 0,42               |
| Vitória FC Portugal      | 1.ª                 | 1988-89             | 36    | 11    | 1                   | 0                   | -                          | -                          | 37    | 11    | 0,25               |
| Vitória FC Portugal      | Total club          | Total club          | 60    | 12    | 3                   | 0                   | -                          | -                          | 63    | 12    | 0,33               |
| Total en su carrera      | Total en su carrera | Total en su carrera | 458   | 273   | 5                   | 4                   | 50                         | 13                         | 513   | 290   | 0,56               |

## Palmarés

### Campeonatos nacionales
| Título                       | Club            | País     | Año     |
| ---------------------------- | --------------- | -------- | ------- |
| Copa de Portugal             | Sporting Lisboa | Portugal | 1977-78 |
| Primera División de Portugal | Sporting Lisboa | Portugal | 1979-80 |
| Primera División de Portugal | Sporting Lisboa | Portugal | 1981-82 |
| Copa de Portugal             | Sporting Lisboa | Portugal | 1981-82 |
| Supercopa de Portugal        | Sporting Lisboa | Portugal | 1982    |

### Distinciones individuales
| Distinción                                  | Año     |
| ------------------------------------------- | ------- |
| Goleador de la Primera División de Portugal | 1975-76 |
| Goleador de la Primera División de Portugal | 1979-80 |
| Futbolista del año en Portugal              | 1980    |